# Apper
Apper (првобитно KPackageKit) је интерфејс апликације за PackageKit систем управљања пакетом.
Apper има једну главну разлику у поређењу на стари KPackageKit: Apper може да листа апликације уместо да листа само пакете. Ово је више прилагођено кориснику и дозвољава кориснику да претражује и инсталира апликације. Поред инсталација нових апликација, такође омогућава и лако брисање и ажурирање постојећих. Може се упоредити са Ubuntu Software Center као и са AppStream пројектом.
Apper је прихваћен од стране неколико дистрибуција као што су Fedora и openSUSE (од верзије 12.1).